# La ciudad y los perros (pel·lícula)
La ciudad y los perros és una adaptació cinematogràfica peruana de la novel·la homònima de l'escriptor peruà Mario Vargas Llosa realitzada en 1985. Va ser dirigida per Francisco José Lombardi, que va ser presentada en la Quinzena de Cineastes 38è Festival Internacional de Cinema de Canes. La seva participació en la direcció li va permetre en aquest mateix any rebre la Conquilla de Plata a la millor direcció al Festival Internacional de Cinema de Sant Sebastià 1985.
A partir d'aquesta producció s'evidencia al Perú la tendència -continuada en els seus films posteriors- a tractar temes de la realitat social peruana, generalment fent adaptacions de les obres d'escriptors peruans com Mario Vargas Llosa, Julio Ramón Ribeyro o Jaime Bayly, o traslladant al Perú l'acció de novel·les foranes, com va succeir amb les del xilè Alberto Fuguet o el rus Fiódor Dostoievski.

## Argument
Quatre cadets d'una acadèm ia militar de Lima decideixen formar un grup per alleujar l'avorriment a l'acadèmia militar.

## Repartiment
| Actor               | Personatge                          |
| ------------------- | ----------------------------------- |
| Pablo Serra         | El Poeta                            |
| Eduardo Adrianzén   | El Esclavo                          |
| Juan Manuel Ochoa   | El Jaguar                           |
| Gustavo Bueno       | Teniente Gamboa                     |
| Luis Álvarez        | El Coronel                          |
| Liliana Navarro     | Teresa                              |
| Miguel Iza          | Arróspide                           |
| Alberto Ísola       | Mayor Garrido                       |
| Jorge Rodríguez Paz | Padre de Ricardo Arana “El Esclavo” |
| Ramón García        | Teniente Huarina                    |
| Lourdes Mindreau    | La Pies Dorados                     |
| Aristóteles Picho   | Boa                                 |
| Antonio Vega        | El Rulos                            |
| Isabel Duval        | Tía de Teresa                       |
| Ricardo Mejía       | Pezoa                               |
| Raúl Romero         | Actor de repartiment.               |

## Premis
| Any  | Lloc                                                             | País         | Categoria                                    | Resultat        |
| ---- | ---------------------------------------------------------------- | ------------ | -------------------------------------------- | --------------- |
| 1985 | Mannheim-Heidelberg International Filmfestival                   | Alemanya     | Premi del Jurat                              | Guanyador       |
| 1985 | Festival Internacional de Cinema de Sant Sebastià                | Espanya      | Conquilla de Plata al millor director        | Guanyador       |
| 1985 | Festival Internacional del Nou Cinema Llatinoamericà de l'Havana | Cuba         | Coral de Bronce                              | Nominat         |
| 1985 | Festival de Cinema Llatinoamericà de Biarritz                    | França       | Makhila d'Or a la Millor Pel·lícula          | Guanyador       |
| 1985 | Festival de Canes                                                | França       | Seleccionada per la Quinzène de Realisateurs | Nominat         |
| 1986 | Premis Oscar                                                     | Estats Units | Millor pel·lícula de parla no anglesa        | Preseleccionada |